# 穀梁傳
《穀梁傳》是《春秋穀梁傳》的简称，是一部对《春秋》的注解，与《左传》、《公羊传》同为解说《春秋》的三传之一。传说孔子的弟子子夏将这部书的内容口头传给战国時魯國人穀梁子，穀梁子将它写记录下来，學者認為此書原本是口頭傳授，其成书时间是在汉朝，由學派門人集結而成。
《穀梁傳》的书写方式是问答式，用这个方式来注解《春秋》，起於魯隱公元年（前722年），終於魯哀公十四年（前481年）。體裁與《公羊傳》相似，內容有伦理史、教育史、妇女史、文化史的宝贵资料。它是研究儒家从战国时期到汉朝的演变的重要文献。
《穀梁傳》一般认为属于“今文经”（见今文经学）。全书正文23000多字，采用问答体解说《春秋》，重点在阐述经义即《春秋》的政治意义，与《公羊传》风格类似，但在许多义理和考据问题上有歧异。一般来说，《穀梁传》的解经风格比较平实，与惯说高言大义的《公羊传》形成了一定对比。漢武帝時“尊公羊家，诏太子受公羊《春秋》，由是公羊大兴”。漢宣帝時則重用《穀梁》学者，立为学官，“自元康中始讲，至甘露元年，积十余岁，皆明习，乃召五经名儒太子太傅萧望之等，大议殿中，平《公羊》、《穀梁》同异，各以经处是非”，這是由於宣帝的祖父戾太子“少壮诏受公羊《春秋》，又从瑕丘江公受《穀梁》”，东汉以后，《穀梁》之学日渐衰落。唐代将《穀梁传》列为“九经”之一，后又被列为《十三经》之一。
郑玄在《六艺论》中说：“《左氏》善于礼，公羊善于谶，《穀梁》善于经。”东晋范甯評《春秋》三傳的特色說：“《左氏》艷而富，其失也巫。《穀梁》清而婉，其失也短。《公羊》辯而裁，其失也俗。”范甯還搜辑诸家训释著《春秋穀梁傳集解》，标榜“兼採众说、择善而从”，唐人杨士勋又为之作疏，成《春秋穀梁傳注疏》。清人钟文烝有《穀梁补》，网罗前人遗说，可供参考。

## 現代研究
日本學者平势隆郎認為《穀梁傳》作者來自於戰國時中山國，其著作時間在戰國中晚時期，時代應晚於左傳。

## 注疏
- 《春秋穀梁傳註疏》--東晉范甯註《春秋穀梁傳集解》；唐楊士勛疏《春秋穀梁疏》。是十三經注疏之一。

## 延伸阅读
[在维基数据编辑]
 在维基文库阅读本作品原文（ 在维基共享资源阅览影像）
 《春秋穀梁傳 (四部叢刊本)》
 《春秋穀梁傳註疏》
 《欽定古今圖書集成·理學彙編·經籍典·春秋部》，出自陈梦雷《古今圖書集成》